# 튀르키예의 정치
튀르키예는 헌법과 삼권 분립의 원칙에 근거하여 대의 민주주의가 실행되고 있는 공화국이다. 1933년 이래로 튀르키예는 18세 이상의 남녀 양성이 평등한 투표권을 갖는 보통선거를 시행하고 있다. 튀르키예의 정치는 강력한 세속주의 정책에 의해서 시행되고 있으며, 다당제를 채택하고 있으며, 국가 원수는 튀르키예의 대통령이다.

## 튀르키예의 정치 원리
튀르키예의 헌법과 정당 정치는 다음과 같은 원리에 의해서 성립된다.
- 케말주의
- 라이시테
- 개발 이론

## 정치 제도
튀르키예는 삼권 분립의 원칙을 따르므로 이에 해당하는 기능들은 제도적으로 분리되어 행사된다. 입법부로서는 단원제이고 550명으로 구성되며 임기 4년인 대국민회의(튀르키예어: Türkiye Büyük Millet Meclisi)가 있고, 행정부로서는 대통령과 내각이 있으며, 마지막으로 사법부로서는 최고재판소(튀르키예어: Yargıtay)가 있다. 대국민회의의 의원은 정당 명부식 비례대표제로 81개의 행정 주를 대표하여 85개의 선거구에서 선출된다.
최고 주권 기관인 대국민회의는 일원제에 의해 강한 권한을 지닌다. 국가원수는 국민투표에 의해 선출되는 대통령(임기 7년 단임)이지만, 행정은 의회의 승인에 토대를 두어 대통령이 간접적으로 지명하는 총리의 권한이 강한 의원내각제를 취한다. 2014년 8월 28일부터 대통령(임기 5년 연임) 직선제로 전환되어 현재 대통령은 정의개발당의 레제프 타이이프 에르도안이며, 의원내각제도 병행해 현재 총리는 비날리 일디림이 맡고 있지만 미국식 대통령제 전환을 계획하고 있다.
이 정치제도를 규정하는 현행 헌법은 1980년의 쿠데타 후 1982년에 만들어져 지금에 이르고 있다.

## 같이 보기
- 튀르키예의 대통령
- 튀르키예의 총리
- 튀르키예의 정당
- 튀르키예의 세속주의